# Identità sessuale
L'identità sessuale descrive la dimensione individuale e soggettiva del percepirsi sessuati, ed è l’esito della complessa interazione tra aspetti bio-psico-socio-culturali di un individuo. Essa è vista come un costrutto multidimensionale costituito da quattro componenti: il sesso, l’identità di genere, il genere e l’orientamento sessuale.

I modelli storici dell'identità sessuale hanno teso a vederne la formazione come un processo subito solo da minoranze sessuali, mentre i modelli più contemporanei considerano il processo molto più universale e tentano di presentare l'identità sessuale nell'ambito più ampio di altre teorie e processi dell'identità generale.

## Definizioni e identità
L'identità sessuale è stata descritta come una componente dell'identità di un individuo che riflette il suo concetto di sé sessuale. L'integrazione delle rispettive componenti dell'identità (ad es. morale, religiosa, etnica, professionale) in una generale identità complessiva è essenziale per il processo di sviluppo del costrutto multidimensionale dell'identità.
L'identità sessuale può cambiare durante la vita di un individuo e può allinearsi o meno al sesso biologico, al comportamento sessuale o all'orientamento sessuale reale.

### Sesso biologico
Appartenenza biologica al sesso femminile, maschile o intersessuale determinata dai cromosomi sessuali.

### Identità di genere
Identificazione primaria della persona come donna, uomo o altro genere.

### Genere
L’insieme di aspettative e ruoli su come le donne e gli uomini si debbano comportare in una data cultura e in un dato periodo storico.

### Orientamento sessuale
Attrazione emozionale, romantica e/o sessuale di una persona verso individui di sesso opposto, dello stesso sesso o entrambi.
- L'eterosessualità descrive un modello di attrazione per le persone del sesso opposto.[12] Il termine etero è comunemente usato per riferirsi agli eterosessuali.[13] Gli eterosessuali sono di gran lunga il gruppo più consistente di identità sessuale.
- La bisessualità descrive un modello di attrazione verso maschi e femmine,[12] o verso più di un sesso o genere.[14] Un'identità bisessuale non equivale necessariamente alla pari attrazione sessuale per entrambi i sessi; comunemente, le persone che hanno una preferenza sessuale distinta ma non esclusiva per un sesso rispetto all'altro si identificano anche come bisessuali.[10]
- L'omosessualità descrive un modello di attrazione per altre persone dello stesso sesso.[12] Il termine lesbica è comunemente usato per riferirsi a donne omosessuali e il termine gay è comunemente usato per riferirsi a uomini omosessuali, sebbene a volte gay sia usato per riferirsi anche a donne.[15]

- L'asessualità è la mancanza di attrazione sessuale per gli altri, oppure un interesse o un desiderio bassi o assenti per l'attività sessuale.[16] Può anche essere classificato più ampiamente per includere un ampio spettro di sotto-identità asessuali.[17] L'asessualità è un concetto diverso dalla astensione dall'attività sessuale e dal celibato.[18]

### Sessualità senza etichetta
La sessualità è senza etichetta quando un individuo sceglie di non etichettare la propria identità sessuale. Questa identificazione potrebbe derivare dall'incertezza sulla propria sessualità o dalla riluttanza a conformarsi a una sessualità perché non piacciono necessariamente le etichette, o si desidera sentirsi liberi nelle proprie attrazioni invece di sentirsi costretti nelle stesse, in altre, in entrambe o in tutte le attrazioni a causa della loro identità sessuale. L'identificazione come "senza etichetta" potrebbe anche essere dovuta alla "riluttanza ad accettare il proprio status di minoranza sessuale". Poiché essere senza etichetta è la decisione intenzionale di non riconoscersi in nessuna identità sessuale, è diversa dalla bisessualità o da qualsiasi altra identità sessuale. Coloro che non hanno etichetta hanno maggiori probabilità di vedere la sessualità come meno stabile e più fluida e tendono a concentrarsi maggiormente sulla "persona, non sul genere".
È stato riferito che alcune donne che si identificano come "senza etichetta" lo hanno fatto perché sono incerte sui tipi di relazioni che avranno in futuro. In quanto tale, questa divergenza rispetto alle etichette sessuali potrebbe consentire a una persona di essere in grado di realizzare pienamente la propria "vera" sessualità perché le libera dalla pressione del gradimento e dall'essere attratta da chi la propria identificazione sessuale impone che dovrebbe piacere.

### Studi
In uno studio del 1990 condotto dall'Organizzazione Sociale della Sessualità, solo il 16% delle donne e il 36% degli uomini che hanno riferito un certo livello di attrazione per lo stesso sesso avevano un'identità omosessuale o bisessuale.
L'identità sessuale è più strettamente correlata al comportamento sessuale rispetto all'orientamento sessuale. Lo stesso sondaggio ha rilevato che il 96% delle donne e l'87% degli uomini con un'identità omosessuale o bisessuale si erano impegnati in attività sessuali con qualcuno dello stesso sesso, in contrasto con il 32% delle donne e il 43% degli uomini che avevano attrazioni per lo stesso sesso. Dopo aver esaminato i risultati, l'organizzazione ha commentato: "Lo sviluppo dell'identificazione di sé come omosessuale o gay è uno stato psicologico e socialmente complesso, qualcosa che, in questa società, si ottiene solo nel tempo, spesso con notevoli lotte e sforzi personali, per non parlare del disagio sociale".

## Sviluppo

### Generale
La maggior parte della ricerca sullo sviluppo dell'identità di orientamento sessuale si concentra sullo sviluppo di persone che sono attratte dallo stesso sesso. Molte persone che si sentono attratte dai membri del proprio sesso fanno coming out a un certo punto della loro vita. Il coming out è descritto in tre fasi. La prima fase è la fase del "conoscere sé stessi": emerge la consapevolezza che si è attratti sessualmente ed emotivamente dai membri del proprio sesso. Questo è spesso descritto come coming out interiore e può verificarsi durante l'infanzia o durante la pubertà, ma a volte fino a 40 anni o più. La seconda fase prevede la decisione di venire allo scoperto con altre persone, ad esempio famiglia, amici e/o colleghi, mentre la terza fase prevede di vivere apertamente come persona LGBT. Oggi negli Stati Uniti le persone spesso fanno coming out durante il liceo o l'università. A questa età, potrebbero non fidarsi o chiedere aiuto agli altri, specialmente quando il loro orientamento non è accettato nella società. A volte non ne informano le proprie famiglie.
Secondo Rosario, Schrimshaw, Hunter, Braun (2006), "lo sviluppo di un'identità sessuale lesbica, gay o bisessuale (LGB) è un processo complesso e spesso difficile. A differenza dei membri di altri gruppi di minoranza (ad es. minoranze etniche e razziali), la maggior parte degli individui LGB non è cresciuta in una comunità di altri simili da cui viene a conoscenza della propria identità e che rinforza e sostiene tale identità " e "piuttosto, gli individui LGB sono spesso cresciuti in comunità che sono o ignoranti o apertamente ostili verso l'omosessualità."
Alcuni individui con attrazioni sessuali indesiderate possono scegliere di identificarsi attivamente con un'identità di minoranza sessuale, che crea un'identità di orientamento sessuale diversa dal loro reale orientamento sessuale. L'identità dell'orientamento sessuale, ma non l'orientamento sessuale, può cambiare attraverso la psicoterapia, i gruppi di supporto e gli eventi della vita. Una persona che ha sentimenti omosessuali può identificarsi in vari modi. Un individuo può arrivare ad accettare un'identità LGB, a sviluppare un'identità eterosessuale, a rifiutare un'identità LGB mentre sceglie di identificarsi come ex-gay o ad astenersi dallo specificare un'identità sessuale.

### I modelli di sviluppo dell'identità sessuale
Sono stati creati diversi modelli per descrivere il processo di sviluppo dell'identità gay e lesbica (ad es. Dank, 1971; Cass, 1984; Coleman, 1989; Troiden, 1989). Questi modelli storici hanno considerato la formazione dell'identità sessuale solo come un processo legato a una minoranza sessuale. Tuttavia, non tutte le persone LGBT seguono tale modello. Ad esempio, alcuni giovani LGBT diventano consapevoli e accettano i loro desideri per lo stesso sesso o la loro identità di genere durante la pubertà in un modo simile a quello in cui gli adolescenti eterosessuali diventano consapevoli della propria sessualità, cioè liberi da qualsiasi nozione di differenza, stigma o vergogna in termini di genere delle persone da cui sono attratte. Modelli più contemporanei sostengono che si tratta di un processo più universale. I modelli attuali per lo sviluppo dell'identità sessuale tentano di incorporare altri modelli di sviluppo dell'identità, come gli stati di identità ego di Marcia.
Il modello di identità di Cass, stabilito da Vivienne Cass, delinea sei fasi discrete attraversate dagli individui che compiono con successo un coming out: (1) confusione sull'identità, (2) confronto fra identità, (3) tolleranza dell'identità, (4) accettazione dell'identità, (5) orgoglio dell'identità e (6) sintesi dell'identità. Il modello di sviluppo dell'identità gay e lesbica di Fassinger comprende quattro fasi a livello individuale e di gruppo: (1) consapevolezza, (2) esplorazione, (3) approfondimento / impegno e (4) interiorizzazione/sintesi.
Alcuni modelli di sviluppo dell'identità sessuale non utilizzano fasi discrete e ordinate, ma invece concettualizzano lo sviluppo dell'identità come costituito da processi di identità indipendenti. Ad esempio, il modello di D'Augelli descrive sei processi di identità indipendenti non ordinati: (1) uscire dall'identità eterosessuale, (2) sviluppare lo stato di identità LGB personale, (3) sviluppare un'identità sociale LGB, (4) diventare LGB, (5) sviluppare uno stato di intimità LGB e (6) entrare in una comunità LGB.
Il modello unificante di sviluppo dell'identità sessuale è attualmente l'unico modello che incorpora lo sviluppo dell'identità eterosessuale nei suoi stati per includere l'eterosessualità obbligatoria, l'esplorazione attiva, la diffusione, l'approfondimento e l'impegno per lo stato e la sintesi.
I modelli contemporanei vedono la formazione dell'identità sessuale come un processo universale, piuttosto che di una minoranza sessuale, in quanto non sono solo le minoranze sessuali a subire lo sviluppo dell'identità sessuale, ma anche la popolazione eterosessuale. Ricerche più recenti hanno supportato queste teorie, avendo dimostrato che le popolazioni eterosessuali mostrano tutti gli stati di Marcia nel dominio dell'identità sessuale.